# Uniporter

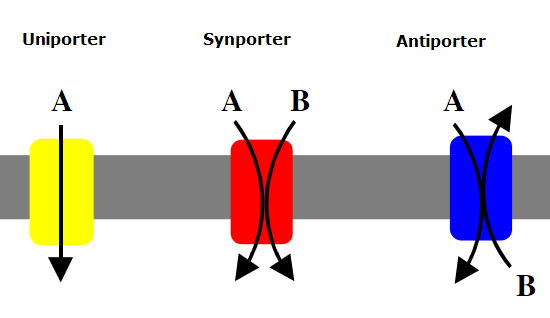
Typen von Transportproteinen

Ein Uniporter ist ein Protein, das einen Membrantransport von einem Molekül vermittelt. Weitere Proteintypen des Membrantransportes sind Antiporter und Symporter.

## Eigenschaften
Ein Uniporter ist ein Membranprotein, das den Transport von einem Molekül (Uniport) meistens durch einen passiven Transport ermöglicht. Der passive Transport wird energetisch durch Diffusion entlang eines Gradienten der Konzentration der transportierten Molekülsorte getrieben, der gelegentlich andernorts unter Adenosintriphosphat-Verbrauch aufgebaut wurde. Manche Uniporter verbrauchen dagegen beim Antiport ATP (primär aktiv). Uniporter ermöglichen eine Form der erleichterten Diffusion.

## Transportmodell

two-state four-step-Modell: Das Diagramm oben links repräsentiert das Jardetzky-Modell, die restlichen Diagramme sind King-Altman-Diagramme unter verschiedenen Transportzuständen.
S: Substrat,
k_{n} (unterstrichen): geschwindigkeitsbestimmender Schritt (für GLUT-1),
➔: bevorzugte(r) Weg(e),
⤏: nicht-bevorzugte(r) Weg(e)

In den 1960er-Jahren schlug Oleg Jardetzky ein allgemeines Modell (alternating-access-Modell oder Jardetzky-Modell) für Transporter einschließlich Uniporter vor, und zwar war dies der erste Versuch, eine Hypothese über den Zusammenhang zwischen Thermodynamik und Struktur eines Transporters aufzustellen. Aus theoretischer Sicht ist das Jardetzky-Modell ein typisches Beispiel für das sogenannte Zweizustandssystem in der Physik, das in der Biologie breite Anwendung gefunden hat. Besonders bei MFS-Transportern wird das Modell als rocker-switch-Modell (deutsch: Kippbewegung) bezeichnet. Das Jardetzky-Modell setzt drei charakteristische Merkmale voraus:
- Ein Transporter muss in seinem Inneren einen Hohlraum aufweisen, der groß genug ist, um das Substrat aufzunehmen.
- Es muss in der Lage sein, zwei verschiedene Konformationen anzunehmen, damit der Molekülhohlraum in einer Konformation zu einer Seite der Membran und in der anderen zur gegenüberliegenden Seite offen ist.
- Es muss eine Bindungsstelle für Substrate in dem Hohlraum enthalten, deren Substrataffinität in den zwei Konformationen unterschiedlich sein kann.

Die Konformation von Uniportern ist entweder intrazellulär (Cin) oder extrazellulär (Cout) gerichtet. Dabei kann jede Konformation entweder mit einem Substrat besetzt oder unbesetzt sein. Um einen Transportzyklus zu beschreiben, sind daher vier Schritte nötig. Dabei ist zu beachten, in welchem Zustand sich das Transportsystem befindet: im Gleichgewicht, unter Ausfluss oder unter Zufluss. Für jedes dieser Zustände kann man einen eigenen King–Altman plot (King-Altman-Diagramm) erstellen. Daraus ergibt sich zur Beschreibung eines Transportzyklus von Uniporter das two-state four-step-Modell.
Einer der am intensivsten untersuchten eukaryotischen Uniporter ist der Glucosetransporter GLUT-1.